# Arsinspor
L'Arsinspor è una società calcistica con sede ad Arsin, in Turchia.
Fondato nel 1973, il club milita nella TFF 3. Lig.
Il club gioca le gare casalinghe all'Arsin İlçe Stadyumu, che ha una capacità di 1300 posti a sedere.

## Statistiche
- TFF 2. Lig: 2000-2001, 2006-2011
- TFF 3. Lig: 2004-2006, 2011-

## Palmarès

### Competizioni regionali
- Bölgesel Amatör Lig: 1

2016-2017